# Pramen Odry
Pramen řeky Odry (německy Die Oderquelle) se nachází ve výšce 634 m n. m. pod Fidlovým kopcem, přesněji řečeno v sedle mezi Fidlovým kopcem a kopcem Přemkovo zákoutí (nazývaného také Klíčův les), poblíž obce Kozlov a zaniklé bývalé německé vesnice Varhošť. Pramen se nachází v Kozlovské vrchovině v pohoří Oderské vrchy na Moravě v okrese Olomouc v Olomouckém kraji.

## Další informace a historie
Z Kozlova vede k prameni Odry, ve vojenském újezdu Libavá, červená turistická značka, která je přístupná jen o víkendech a svátcích. V jiném termínu se musí žádat o povolení.
V kronice města Odry z roku 1830 je uvedeno, že pramen lokalizovali dva němečtí obchodníci v r. 1823. S vědomím majitele panství, hraběte Leopolda Podstatzkého von Liechtenstein-Kastelkorn, nechali postavit na místě pramene malou zděnou studánku, nad kterou dal hrabě postavit šestibokou besídku. Vznikl tak Horní (Varhošťský) pramen „Oder Quelle“ na území dnes již zaniklé obce Varhošť. Horní pramen se však oproti současnému prameni nacházel západním směrem asi o 75 metrů dále a později zanikl.
Na konci 19. století vznikl spor mezi panstvím veseličským a olomouckou kapitulou o pramen Odry. Vznikl také Spodní (Kozlovský) pramen „Unter Quelle“, který je totožný se současným pramenem. Z prestižních důvodů vznikla v místě horního pramene roubená dřevěná studánka a čtyřhranný dubový sloup se stříškou a obrázkem Madony s dítětem. Voda z této studánky pak stékala do studánky zděné na dolním prameni. V létě horní pramen vysychal.
V letech 1850 až 1910 stála u Spodního pramene půlkruhová zděná kaplička s kopulovitou střechou. Po jejím zničení padajícími stromy, byla postavena nová dřevěná šestiboká besídka s jehlancovou střechou krytou břidlicí.
Novější dřevěná podezděná besídka se studánkou, byla pro turisty zřízena v r. 1960 a od té doby byla několikrát opravována.
Pramen Odry byl dne 1. června 1991 zpřístupněn pro veřejnost.
Obvykle každoročně bývá pramen také jedním z cílů cyklo-turistické akce Bílý kámen.
U pramenů Odry je zřízena Naučná stezka u pramene Odry, která také vede k „obnovenému“ Hornímu prameni, kde je také studánka s roubením.

## Galerie fotografií

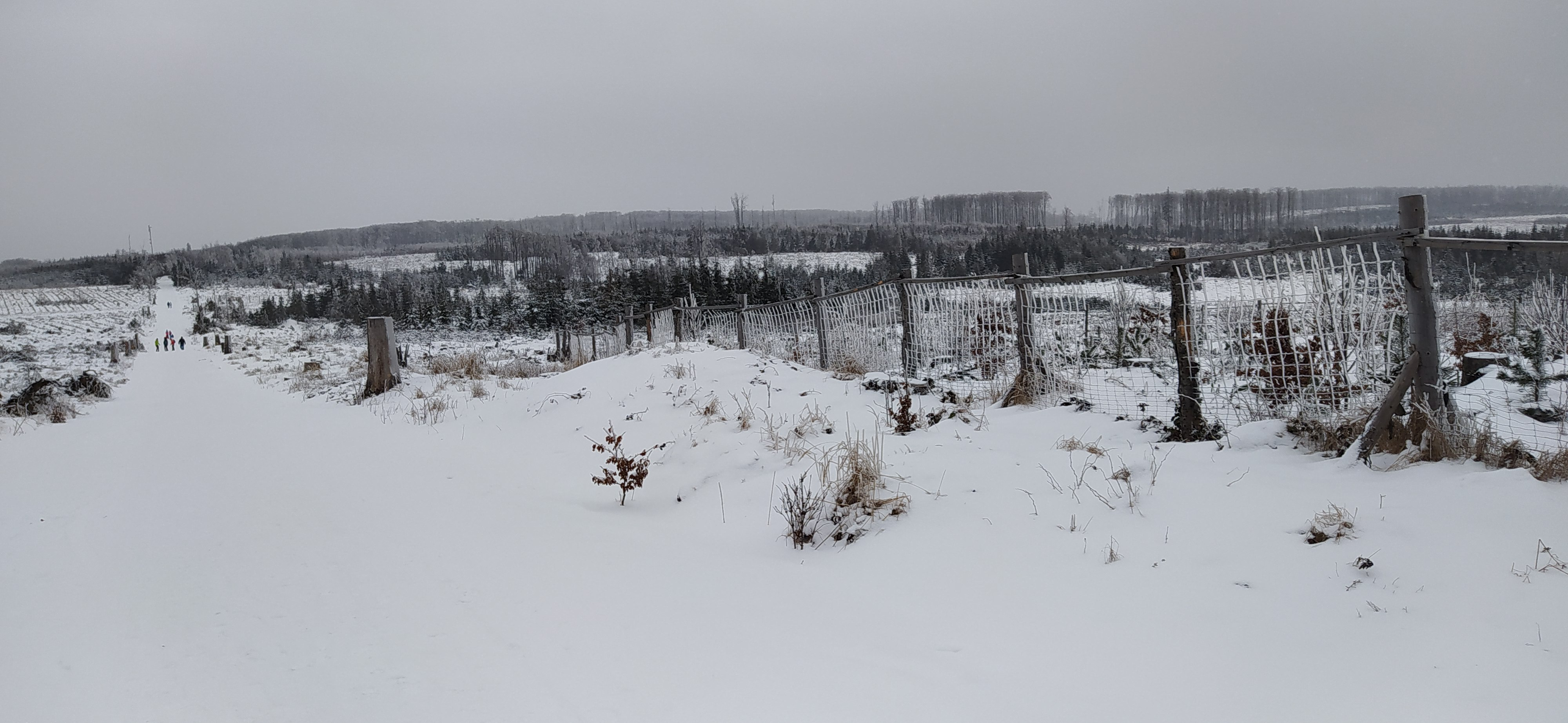
Cesta k prameni Odry, v pozadí Fidlův kopec, únor 2021
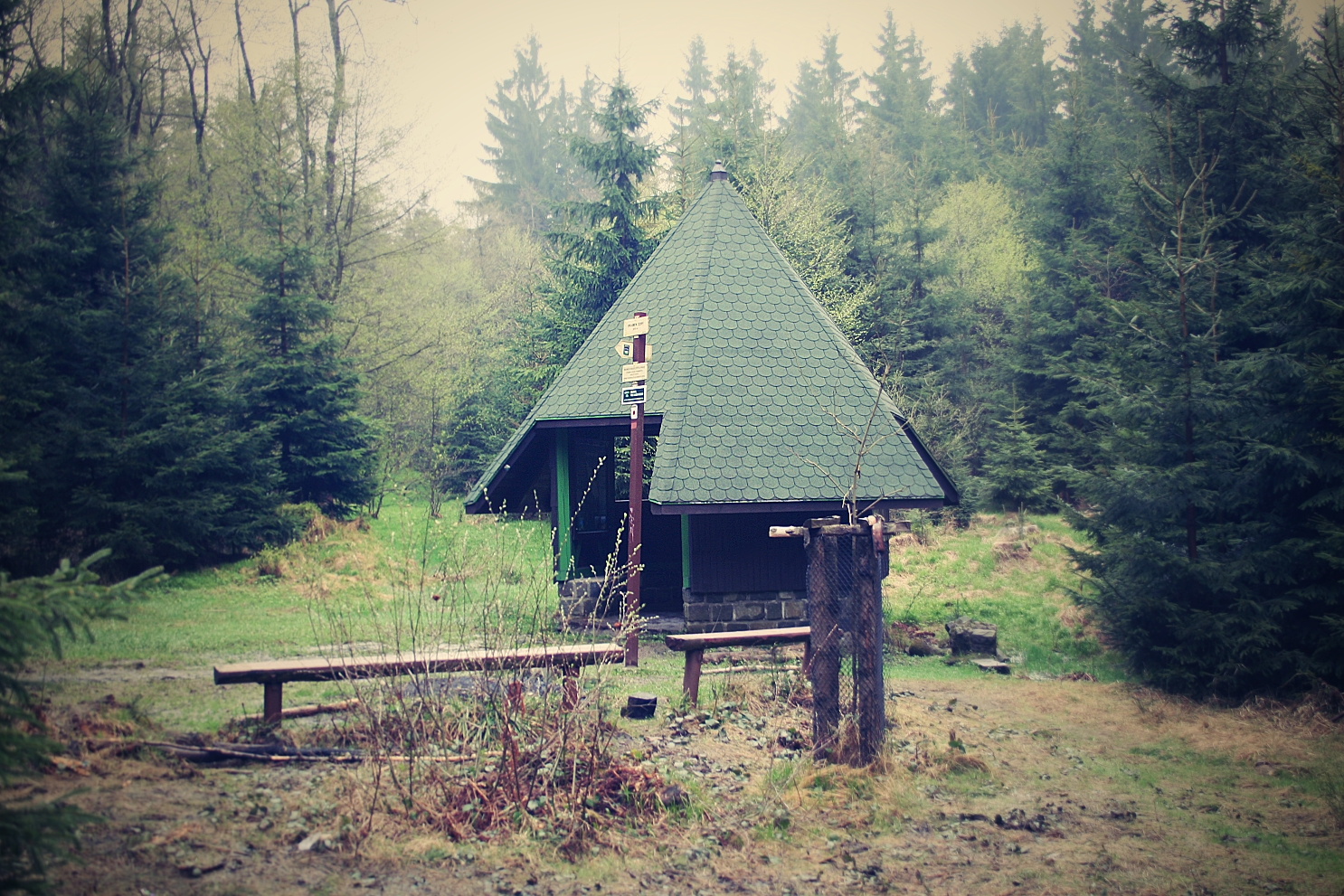
Pramen Odry (Spodní pramen)
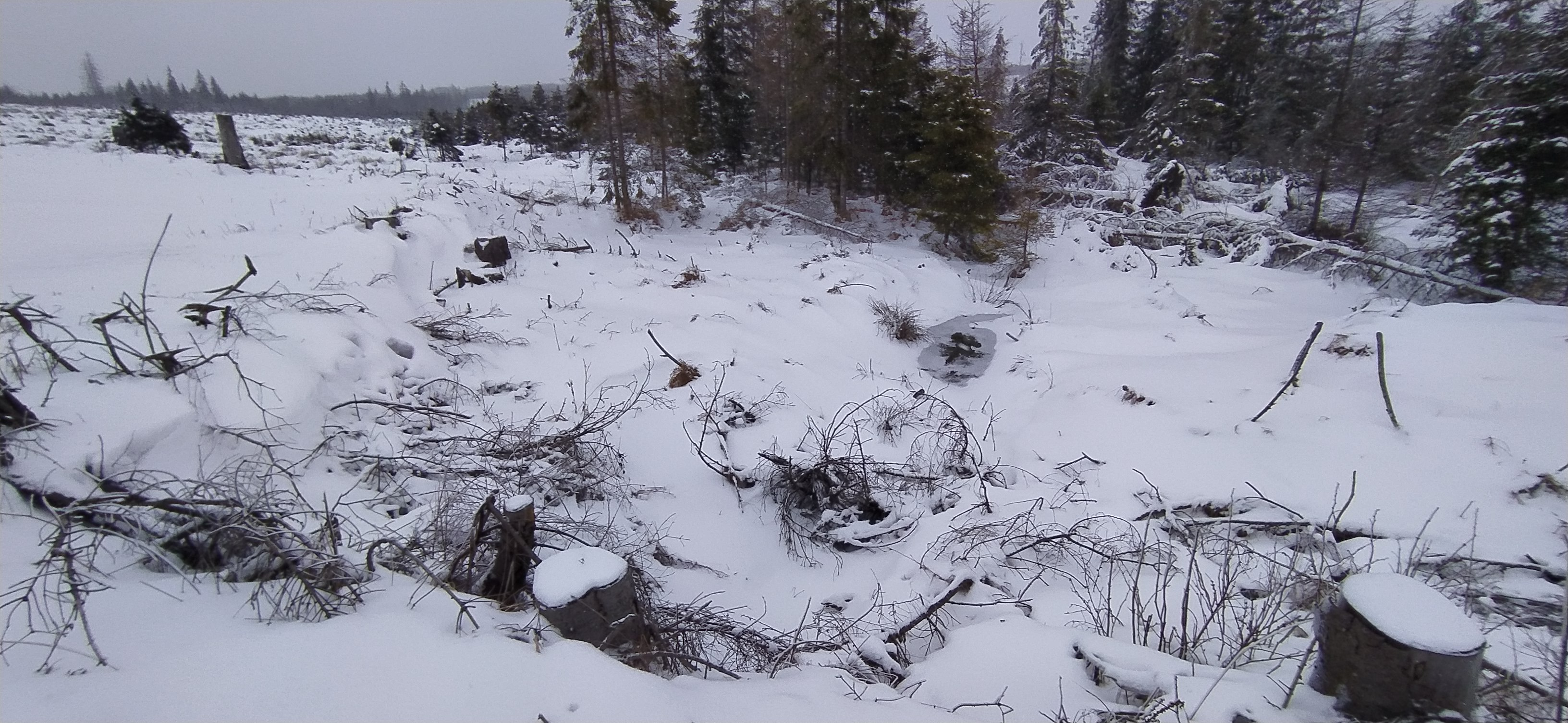
Odra přibližně 730 m od svého pramene (cesta z Kozlova na Varhošť, únor 2021, vykácené smrčiny v důsledku kůrovcové kalamity)
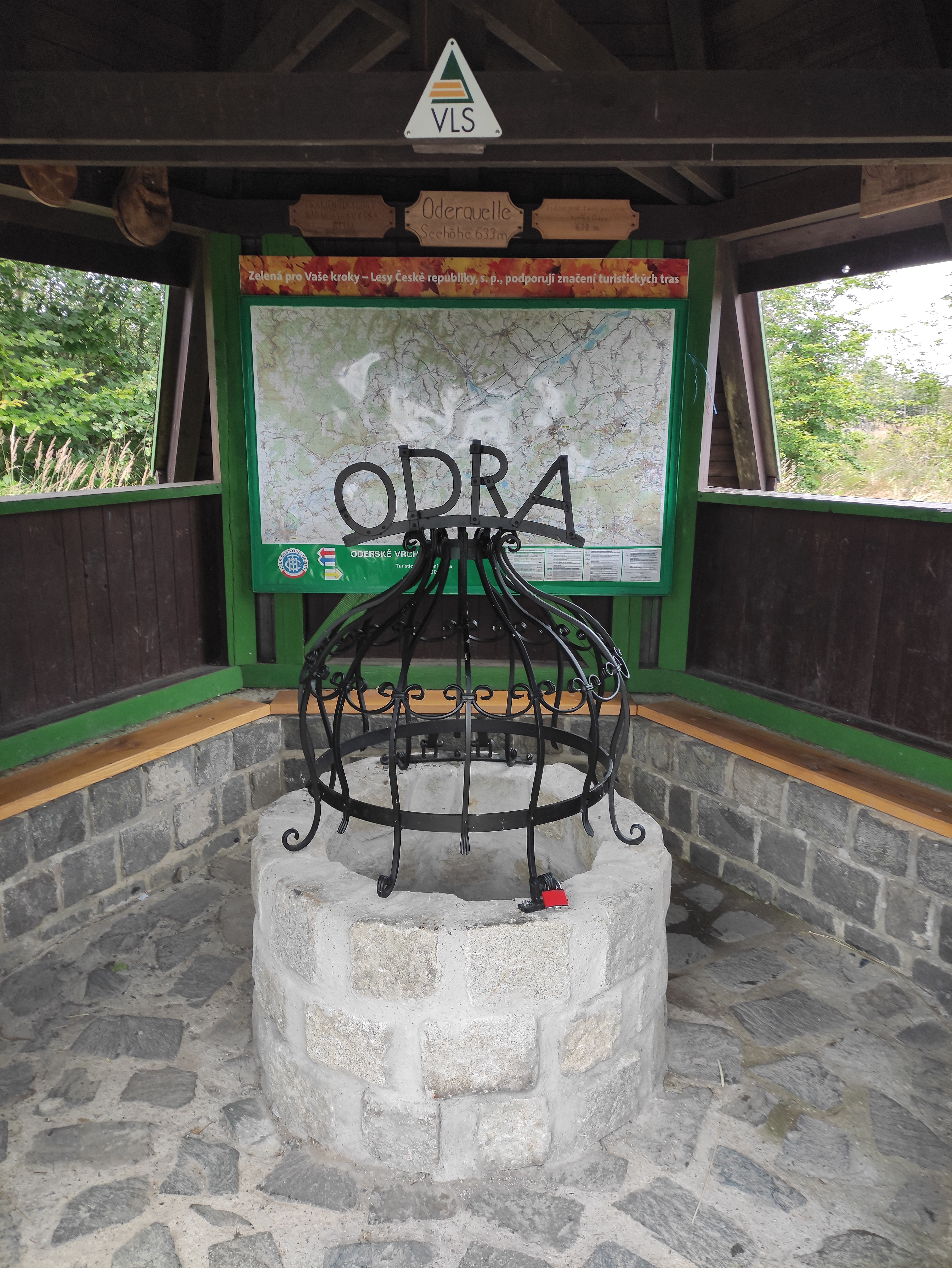
Pramen Odry (Spodní pramen)
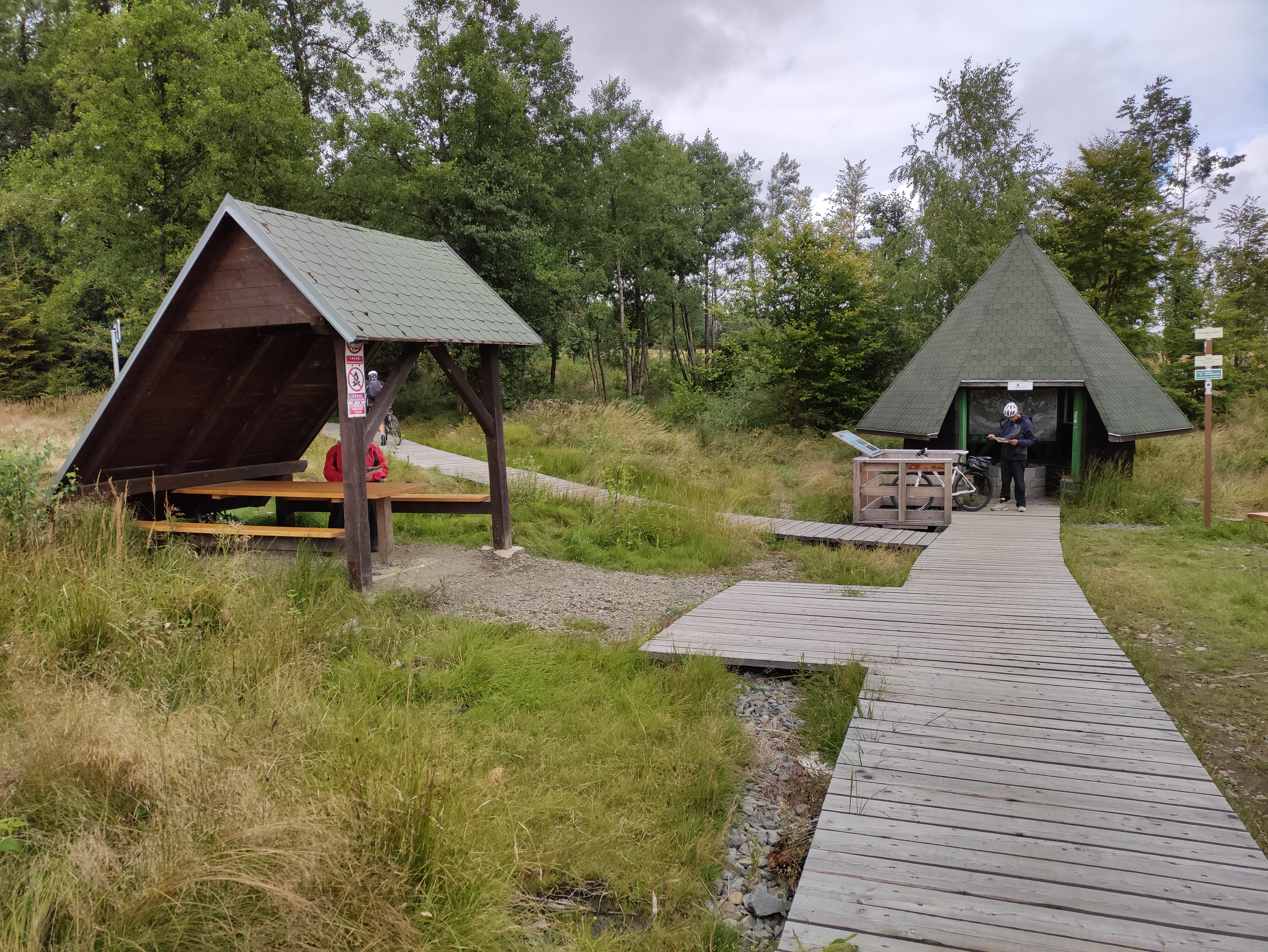
Pramen Odry (Spodní pramen)
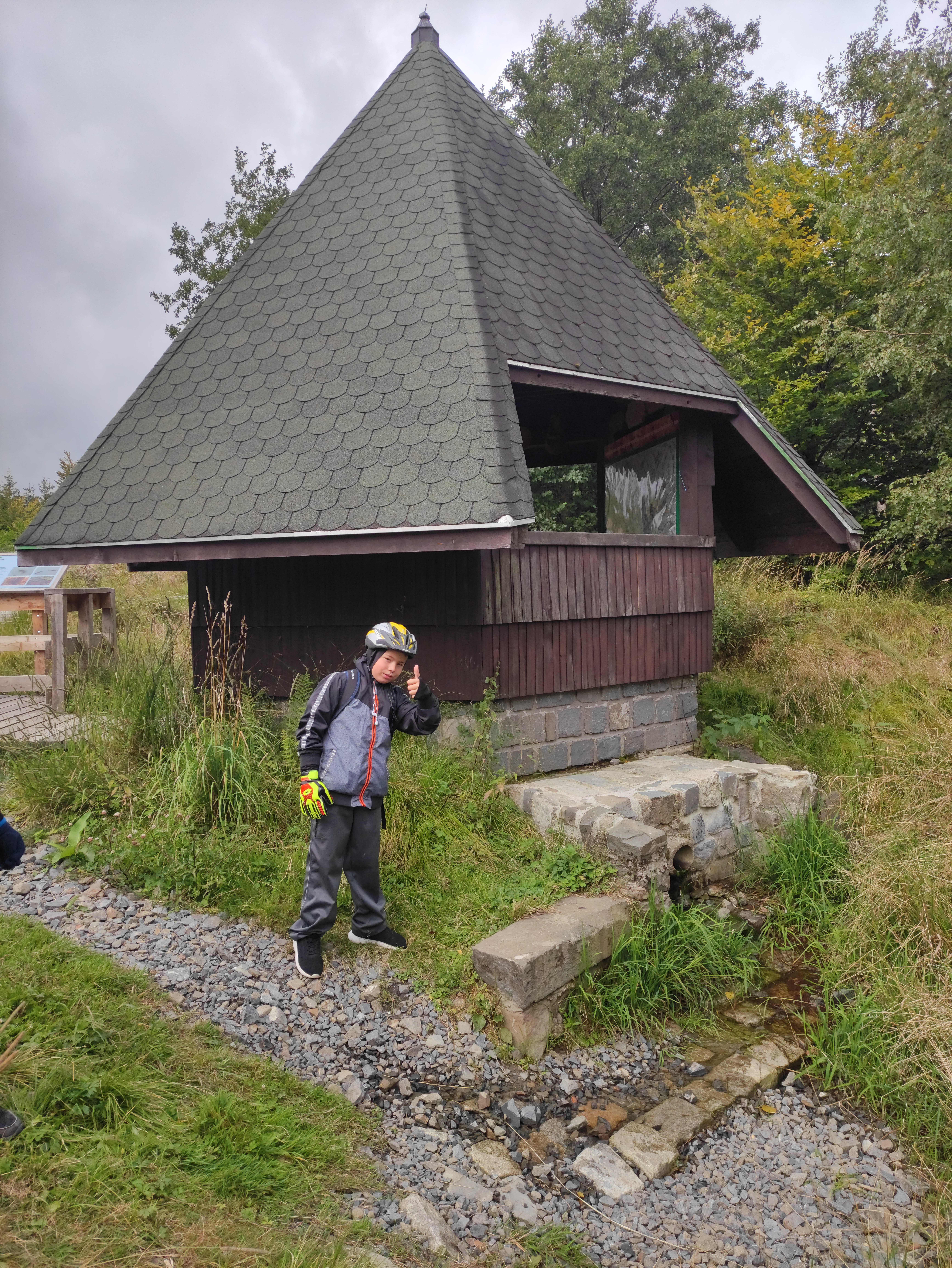
Pramen Odry (Spodní pramen)
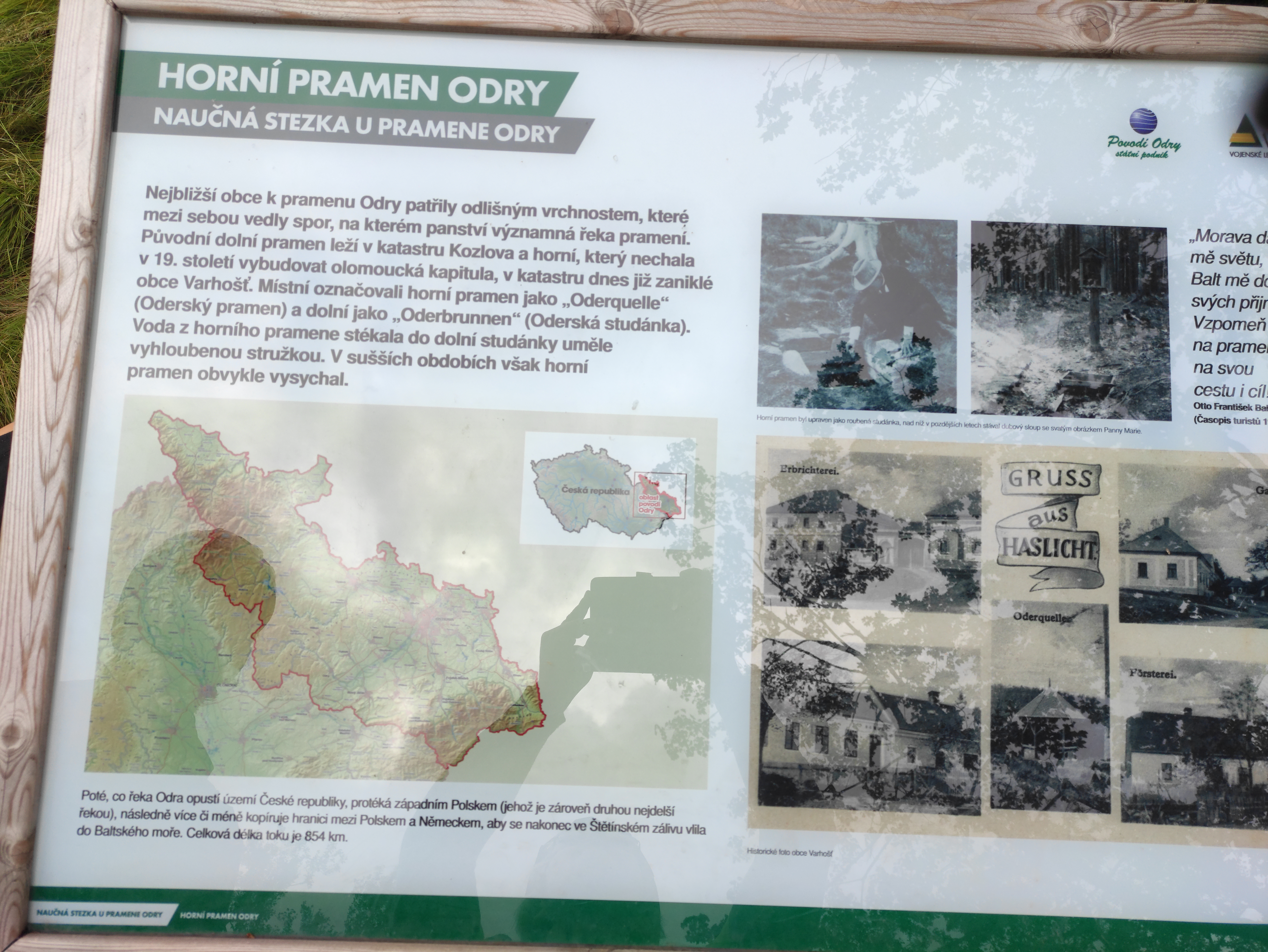
Pramen Odry (Horní pramen)
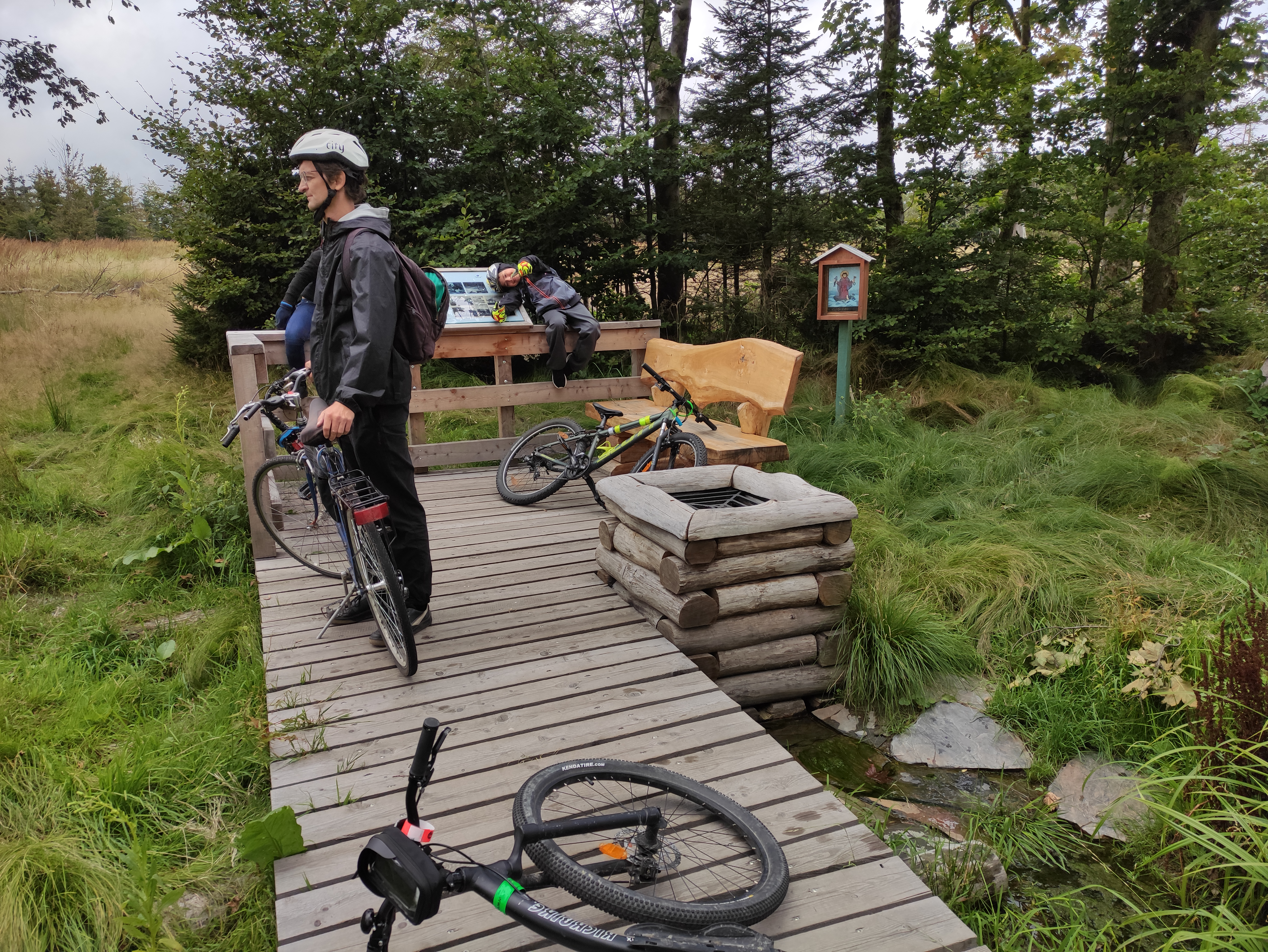
Pramen Odry (Horní pramen)
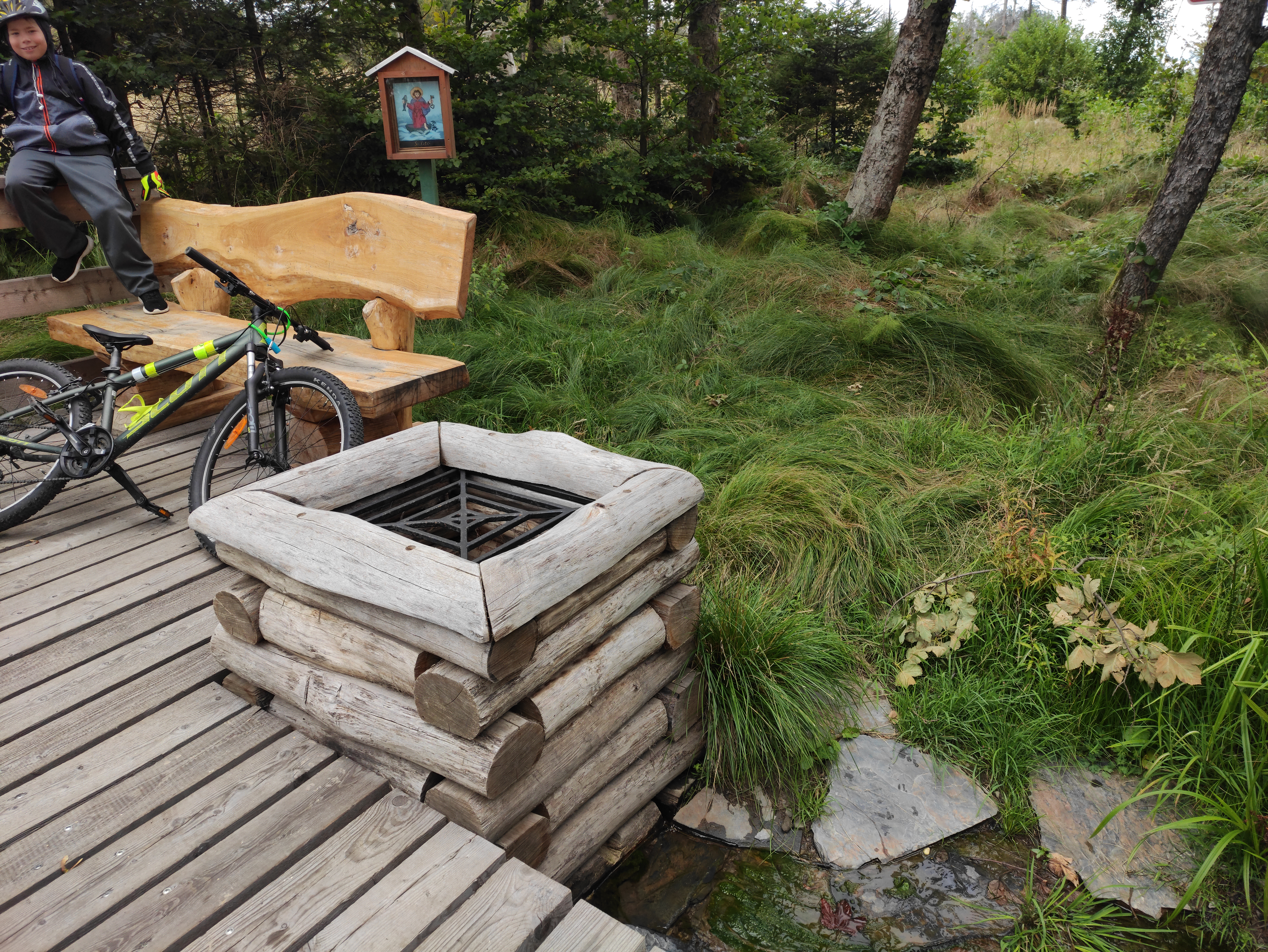
Pramen Odry (Horní pramen)